# Ribemont-sur-Ancre
Ribemont-sur-Ancre é uma comuna francesa na região administrativa de Altos da França, no departamento de Somme. Estende-se por uma área de 9,23 km². Em 2010 a comuna tinha 675 habitantes (densidade: 73,1 hab./km²).